# City Hunter
City Hunter (Nhật: シティーハンター Hepburn: Shitī Hantā) là bộ manga được vẽ và sáng tác bởi mangaka Hojo Tsukasa. Bộ truyện được đăng trên tạp chí Weekly Shōnen Jump từ năm 1985 đến 1991 có tổng cộng 35 tập tankōbon. Bộ truyện được chuyển thành anime dài tập chiếu trên TV vào năm 1987 bởi Sunrise. Anime City Hunter dài bốn mùa và có hai tập phim đặc biệt chiếu trên TV, hai OVA, một phim điện ảnh chiếu rạp. Bộ truyện cũng được chuyển thành 3 phim người đóng, một là City Hunter do Hồng Kông sản xuất năm 1993, hai là bộ phim truyền hình Thợ săn thành phố do Hàn Quốc sản xuất năm 2011, và ba là bộ phim hài Nicky Larson do Pháp sản xuất năm 2018.

## Nội dung
Nội dung truyện xoay quanh Saeba Ryo, một "người dọn dẹp" là một thám tử tư chuyên làm nhiệm vụ vệ sĩ và tiêu diệt tội phạm ở Tokyo. Ryo có tật xấu là rất hám gái và thỉnh thoảng lại có hành vi biến thái. Cùng với người cộng sự Hideyuki Makimura, họ tạo thành "City Hunter", công việc có liên quan nhiều tới thế giời ngầm. Khách hàng muốn liên hệ với họ thì có một cách là viết mật thư "XYZ" lên tấm bảng đen đặt ở ga tàu điện tại Shinjuku.
Một ngày nọ, Hideyuki bị sát hại và Ryo đã thay Hideyuki chăm sóc em gái anh ấy là Makimura Kaori (20 tuổi), một cô nàng để tóc ngắn kiểu tomboy. Kaori sau đó trở thành cộng sự mới của Ryo. Kaori có khả năng bắn súng rất tệ (trái ngược với Ryo), rất nhạy cảm và dễ ghen, cô thường đánh Ryo bằng một cái búa khổng lồ mỗi khi anh ấy làm gì đó biến thái hoặc sàm sỡ phụ nữ. Câu chuyện cũng theo sau chuyện tình lãng mạn, đầy hài hước của Ryo và Kaori xuyên suốt các nhiệm vụ mà hai người thực hiện.
Truyện bắt đầu vào khoảng năm 1985, kết thúc ở khoảng năm 1991.

## Nhân vật
Saeba Ryo (冴羽獠 Nhạ Vũ Liêu)
Lồng tiếng bởi: Akira Kamiya (tiếng Nhật), Martin Blacker (tiếng Việt)
Ryo là nhân vật chính của bộ truyện. Ryo là người sống sót duy nhất trong tai nạn máy bay ở vùng Trung Mỹ năm 3 tuổi. Anh đã được một người lính đánh thuê nuôi dạy và danh tính của người này chỉ được tiết lộ vào gần cuối truyện. Khi lớn lên, Ryo cũng trở thành lính đánh thuê tham chiến ở Trung Mỹ, sau đó anh từ bỏ và sang Hoa Kỳ hoạt động một thời gian trước khi quay trở về Tokyo, Nhật Bản.
Tại Nhật Bản Ryo cùng Hideyuki Makimura hợp thành "City Hunter", sau Hideyuki mất, thì Kaori thay anh ấy đảm nhận vị trí này và thành cộng sự mới của Ryo. Ryo là người đặt cho người đồng nghiệp lâu năm Hayato Ijuin của mình biệt danh Umibozu, và Hayato cũng đặt lại cho Ryo biệt danh là "Ngựa Giống của Shinjuku".
Về tính cách, Ryo có biểu hiện bên ngoài là rất háo sắc, thích gái đẹp và đôi khi có hành vi sàm sỡ biến thái. Nhưng ẩn bên trong anh là một người chính trực và có trách nhiệm, anh không bao giờ "đi quá giới hạn" với những người phụ nữ phải lòng anh, dù một số lần anh được họ chủ động mời gọi. Vì điều đó kết hợp với tài năng của bản thân, anh là người đàn ông rất đào hoa: đa số khách hàng của anh là những cô gái trẻ xinh đẹp, và trong quá trình Ryo thực hiện nhiệm vụ, đa số họ đã đem lòng yêu anh. Nhưng khi nhiệm vụ kết thúc, Ryo sẽ chủ động tránh xa các cô gái này vì anh biết đời sống nhiều hiểm nguy của anh sẽ không đem lại hạnh phúc cho họ.
Ryo có tài thiện xạ siêu phàm, một tay súng cừ khôi với kĩ năng bắn liên tiếp nhiều phát đạn mà vẫn trúng y đúng một chỗ. Anh có thể sử dụng nhiều loại vũ khí, từ súng lục ổ quay, súng bán tự động, súng máy, súng trường, súng cạc-bin cho tới nỏ và bi sắt. Vũ khí mà Ryo hay dùng là khẩu súng ổ quay Colt Python .357 Magnum.
Ngoài ra, Ryo cũng có đôi tai rất thính nhạy, khả năng nhào lộn rất giỏi và cận chiến tay đôi cực mạnh. Anh cũng là một tay lái cừ khôi khi cần thiết, xe ô tô của anh là Austin Mini Cooper. Anh cũng có khả năng giả giọng người khác.
Ryo khoảng 33 tuổi vào cuối truyện, nhưng anh luôn nói đùa rằng mình 20 tuổi. Anh có điểm yếu là sợ đi máy bay.
Makimura Kaori (槇村香 Điên Thôn Hương)
Lồng tiếng bởi: Kazue Ikura (tiếng Nhật), Pamela Ribon (tiếng Việt)
Kaori là cộng sự của Sabae Ryo. Nhiệm vụ chính của Kaori là nhận và sắp xếp các công việc từ khách hàng, quản lý một số việc khác và nội trợ tại nhà. Tính hám gái của Ryo thường hay làm cho Kaori tức giận. Mặc dù cô và Ryo hay cãi nhau và đôi khi không đồng nhất ý kiến nhưng thực tế hai người rất gắn bó với nhau và là một đội cực kỳ tuyệt vời.
Vào đầu truyện thì Kaori khoảng 19 tuổi, đến cuối truyện thì cô 24 tuổi.
Makimura Hideyuki (槇村秀幸 Điên Thôn Tú Hạnh)
Lồng tiếng bởi: Hideyuki Tanaka
Hideyuki là anh trai của Kaori và là cộng sự của Ryo lúc bắt đầu truyện. Kaori và anh không phải anh em ruột, bố của anh đã nhận nuôi Kaori từ khi Kaori còn bé. Hideyuki là một cựu điều tra viên cảnh sát và có niềmm tin rất lớn vào công lý. Kaori trở thành cộng sự mới của Ryo thay cho anh của mình sau khi Hideyuki bị bọn tội phạm sát hại. Ước nguyện cuối cùng của Hideyuki trước khi mất là nhờ Ryo chăm sóc cho em gái của anh.
Nogami Saeko (野上冴子 Đã Thượng Nhạ Tử)
Lồng tiếng bởi: Yōko Asagami (tiếng Nhật), Jana Brockman (tiếng Việt)
Saeko là nữ điều tra viên thuộc Sở Cảnh sát Tokyo và là người thường hay thuê City Hunter thực hiện nhiệm vụ điều tra. Ryo có một bản danh sách dài các công việc mà anh đã làm cho Saeko và đòi cô phải trả nợ cho anh, có điều Saeko luôn trốn điều đó. Saeko và Makimura Hideyuki là một cặp tình nhân cho tới khi anh bị sát hại.
Nogami Reika
Reiko là em gái của Nogami và cũng từng nữ điều tra viên thuộc Sở Cảnh sát Tokyo, nhưng nay thì đã trở thành thám tử tư. Văn phòng của cô ở ngay phía đối diện nhà Ryo. Sau 1 vụ điều tra chung, cô phải lòng Ryo và muốn kết hôn với anh.
Umibozu
Một đồng nghiệp của Ryo. Anh có ngoại hình to lớn ngoại cỡ và sức mạnh khủng khiếp, nên có biệt danh là "Umibozu" (một loài thủy quái khổng lồ trong thần thoại Nhật Bản). Tên thật của anh là Hayato Ijuin.
Trước đây, Umibozu cũng là lính đánh thuê, chiến đấu cùng với Ryo ở Trung Mỹ. Mắt anh bị trọng thương trong 1 lần giao đấu với Ryo (khi đang bị mất kiểm soát do thuốc khống chế tâm trí) và đến cuối truyện thì anh mù hẳn do hậu quả vết thương. Tuy nhiên, việc bị mù lại khiến các giác quan khác của anh trở nên nhạy bén hơn.
Khả năng bắn súng của anh tương đương với Ryo, và chỉ kém hơn chút ít do sau này bị mù. Anh có điểm yếu là sợ mèo.
Miki
Một nữ chiến binh xinh đẹp, người yêu của Umibozu. Đến cuối truyện cô và Umibozu đã kết hôn. Cô sinh ngày 15 tháng 1 năm 1969.
Mick Angel
Một đồng nghiệp người Mỹ của Ryo. Khi Ryo ở Mỹ, cả 2 đã hoạt động cùng nhau với biệt danh City Hunter.
Anh có ngoại hình điển trai, khả năng chiến đấu tương đương với Ryo. Anh có thói xấu là thích tán tỉnh những cô gái đẹp đã có người yêu.
Sau khi từ bỏ nhiệm vụ ám sát Ryo, anh bị tấn công và trọng thương bởi bọn tội phạm. Tuy đã được chữa lành nhưng anh không còn khả năng bắn súng nữa, nên anh chuyển sang chiến đấu bằng việc ném phi tiêu.
Giáo sư
Người đã chỉ dạy cho Ryo cách thức hoạt động khi anh quay về Nhật Bản. Thỉnh thoảng ông vẫn cung cấp tin tức mật cho Ryo. Nguyên nhân thói háo sắc của Ryo cũng là do bị ảnh hưởng từ ông này.
Kazue Natori
Một tiến sỹ sinh học trẻ tuổi và xinh đẹp. Cô tình cờ gặp Ryo khi chạy trốn khỏi bọn tội phạm. Sau khi Ryo đánh bại bọn tội phạm, cô phải lòng Ryo, và Ryo cũng biết điều đó. Ryo đã cố ý chọc tức Kazue để cô bỏ đi vì anh biết mình không thể đem lại hạnh phúc cho cô. Sau khi được Giáo sư nói rõ mục đích của Ryo, Kazue quyết định làm trợ lý cho Giáo sư để có cơ hội gần gũi Ryo, nhưng quan hệ giữa 2 người không có tiến triển. Đến cuối truyện, cô đã chăm sóc Mick Angel khi anh bị trọng thương, hai người đã phải lòng nhau và thành đôi.
Kasumi Asou (麻生 かすみ)
Một kẻ trộm tài ba và xinh đẹp. Sau 2 lần thực hiện nhiệm vụ cùng Ryo, cô cũng phải lòng anh. Cô sinh ngày 15 tháng 1 năm 1969, cùng ngày tháng năm với Miki.

## Truyền thông

### Manga
Bộ truyện phát hành trên tạp chí Weekly Shōnen Jump bắt đầu từ số 13 năm 1985 đến năm 1990. Truyện được tập hợp thành 35 tập và được Nhà xuất bản Shueisha phát hành dưới nhãn Jump Comics từ ngày 15 tháng 1 năm 1986 đến ngày 15 tháng 4 năm 1992. Trong bản quyển thì truyện được chia thành 55 câu chuyện khác nhau hay được gọi là "các episode" thay vì các chương nguyên bản như đăng trên tạp chí. Mỗi câu truyện lại liên quan đến một nhân vật nữ khác nhau. Phiên bản 18 tập được in theo chuẩn khác được Nhà xuất bản Shueisha phát hành từ ngày 18 tháng 6 năm 1996 đến 17 ngày 17 tháng 10 năm 1997. Phiên bản 32 tập được phát hành bởi Nhà xuất bản Tokuma Shoten từ ngày 16 tháng 12 năm 2003 đến ngày 15 tháng 4 năm 2005. Vào năm 2015, kỉ niệm 30 năm phát hành của bộ truyện thì phiên bản thứ tư có tên gọi là City Hunter XYZ edition đã được phát hành bởi Tokuma Shoten và có tổng cộng 12 tập. Tập đầu của phiên bản này được phát hành ngày 18 tháng 7 năm 2015.
Mangaka Inoue Takehiko là trợ lý của City Hunter khi Hojo Tsukasa thực hiện bộ manga.
Vào năm 2001, Hojo bắt đầu manga tiếp theo có tên là Angel Heart. Bối cảnh của manga là ở một thế giới song song với City Hunter, ở thế giới này nhân vật Makimura Kaori đã qua đời và trái tim cô ấy được chuyển cho Li Xiang Ying, nhân vật chính của Angel Heart'.
Bản spin-off mới nhất của manga có tên là Kyō Kara City Hunter (City Hunter Rebirth) được thông báo là sẽ bắt đầu đăng trên tạp chí Monthly Comic Zenon của Nhà xuất bản Tokuma Shoten kể từ ngày 25 tháng 7 năm 2017. Nội dung truyện nói về một phụ nữ độc thân 40 tuổi là fan của Saeba Ryo đã đột ngột qua đời sau một tai nạn tàu hỏa, cô ấy đã được chuyển sinh vào trong thế giới của manga City Hunter.

### Anime
Bộ truyện được chuyển thể thành anime dài tập bởi Sunrise, do Kanetsugu Kodama đạo diễn và chiếu trên kênh Yomiuri Television. City Hunter có tổng cộng 51 tập và được chiếu từ ngày 6 tháng 4 năm 1987 đến ngày 28 tháng 3 năm 1988, và được phát hành lại dưới dạng băng VHS từ tháng 12 năm 1987 đến tháng 7 năm 1988. Mùa hai của anime có tên là City Hunter 2 có tổng cộng 63 tập và chiếu từ ngày 8 tháng 4 đến 14 tháng 7, mùa hai của anime được phát hành lại dưới dạng băng VHS từ tháng 8 năm 1988 đến tháng 3 năm 1990. 
Mùa thứ ba của anime có tên City Hunter 3 dài 13 tập và chiếu từ ngày 15 tháng 10 năm 1989 đến 21 tháng 1 năm 1990 và phát hành lại dưới dạng băng VHS từ tháng 11 năm 1990 đến tháng 4 năm 1991. Phần thứ tư của anime có tên là City Hunter '91 được chiếu từ ngày 28 tháng 4 đến ngày 10 tháng 10 năm 1991 được phát hành dưới dạng băng VHS từ tháng 2 đến tháng 7 năm 1992. 　Anime sau còn được phát hành lại dưới dạng 20 video tuyển tập.
Bản 32-disca DVD boxset có tên là City Hunter Complete được phát hành bởi Aniplex và được phát hành tại Nhật vào ngày 31 tháng 8 năm 2005. Bộ đĩa bao gồm cả bốn phần anime, các tập đặc biệt trên TV, phim điện ảnh đi kèm với một quyển art book và figure (mô hình) của Ryo và Kaori. 26 đĩa lẻ của bốn phần anime được phát hành từ ngày 19 tháng 12 năm 2007 đến 27 tháng 8 năm 2008.
Trong dịp kỉ niệm 30 năm manga City Hunter phát hành, những người mua toàn bộ 12 tập truyện của phiên bản City Hunter XYZ Edition sẽ nhận được một "motion graphic anime" DVD. DVD là bản chuyển thể từ chương có tên là Lời cầu hôn của Ryo trong manga Angel Heart và được lồng tiếng bởi dàn diễn viên của anime City Hunter gốc.

#### Phim điện ảnh và OVA
Bộ phim thứ nhất .357 Magnum phát hành ngày 17 tháng 6 năm 1989. Bộ phim thứ hai Bay City Wars phát hành 25 tháng 8 năm 1990. Bộ phim thứ ba Million Dollar Conspiracy phát hành ngày 25 tháng 8 năm 1990.

#### Phiên đặc biệt chiếu trên TV
Có ba bộ phim đặc biệt đã được sản xuất. Secret Service chiếu ngày 5 tháng 1 năm 1996. Tiếp sau là Goodbye My Sweetheart chiếu ngày 25 tháng 4 năm 1997 và The Death of Vicious Criminal Saeba Ryo chiếu ngày 23 tháng 4 năm 1999.

### Phim người đóng
Bộ phim Hồng Kông tên là Saviour of the Soul (九一神鵰俠侶 Gauyat sandiu haplui) sản xuất năm 1991 có sử dụng nhân vật trong City Hunter nhưng cốt truyện đã được thay đổi.
Vào năm 1993 thì một bản phim điện ảnh khác được sản xuất, phim được đạo diễn bởi Vương Tinh, Thành Long vào vai Ryo Saeba, Vương Tổ Hiền vai Kaori và thần tượng Nhật Bản Goto Kumiko cũng góp mặt trong phim. Khi quay cảnh hành động, Thành Long từng bị trật khớp vai. Nội dung bộ phim không bám sát nguyên tác, bởi không có những cảnh Ryo Saeba thể hiện khả năng bắn súng thiện xạ.
Một bộ phim khác của Hồng Kông sản xuất năm 1996 có tên là Mr. Mumble cũng dựa theo nội dung của City Hunter nhưng các nhân vật đã được thay đổi.
Vào năm 2008, một bản live-action mới của City Hunter do Fox Television Studios và công ty truyền thông giải trí SSD của Hàn Quốc hợp tác sản xuất đã được ông bố. Nam diễn viên Jung Woo-sung được chọn vào vai Ryo và phim sẽ quay ở thủ đô Seoul của Hàn Quốc và thủ đô Tokyo của Nhật Bản. Vào năm 2011 thì bộ truyện được chuyển thể thành Thợ săn thành phố phiên bản Hàn do đài SBS của Hàn Quốc sản xuất, với sự tham gia của Lee Min-ho và Park Min-young.
Tháng 12 năm 2022, nền tảng dịch vụ phát trực tuyến Netflix công bố rằng họ đang thực hiện một bộ phim live-action chuyển thể từ City Hunter với nam diễn viên Ryohei Suzuki trong vai Ryo Saeba và Misato Morita trong vai Kaori Makimura, đạo diễn bởi Yūichi Satō. Phim được công chiếu trên Netflix vào ngày 25 tháng 4 năm 2024.

### Trò chơi điện tử
Trò chơi City Hunter được phát hành Sunsoft cho hệ máy PC Engine vào tháng 3 năm 1990.

## Đón nhận
City Hunter làm một trong những manga bán chạy nhất mọi thời đại trên tạp chí Weekly Shōnen Jump, với hơn 50 triệu bản in được bán ra tại Nhật Bản tính đến năm 2016 Bộ truyện xếp thứ 19 trong danh sách những bộ truyện "Quyền lực nhất" trên Shonen Jump. Trong cuộc bình chọn năm 2005 bởi TV Asahi, City Hunter đứng thứ 66 trong danh sách 100 bộ anime chiếu TV được yêu thích nhất do khác giả xem TV bình chọn. Trên BXH do TV Asahi tổ chức qua website thì City Hunter đứng thứ 65.
Hai nhân vật Ryo và Kaori rất được đóng nhận bởi người. Ryo đứng thứ hai trong danh sách Nhân vật nam tuyệt nhất vào lần bình chọn diễn ra năm 1988 của Animage Anime Grand Prix. In 1989, 1990 and 1991 he was first place. Vào năm 1992 thì Ryo đứng thứ sau. Kaori xếp hạng thứ 15 trong danh sách Nhân vật nữ tuyệt nhất vào năm 1988 sau đó leo lên hạng 8 vào ănm 1989. Kaori sau đó đứng thứ 5 vào năm 1990 rồi xuống thứ 6 vào thứ 11 trong năm 1991 và 1992.

## Di sản
Vào năm 2012 ba nhân vật Ryo, Kaori và Umibozu xuất hiện trong video ca nhạc của nhạc sĩ Mana. Mana đã hợp tác với tác giả Hojo và nhạc sĩ Komuro Tetsuya của TM Network.
Bản sao "Chiếc búa tạ 100 tấn" của Kaori có giá 1.8 triệu yên Nhật trên Yahoo Auctions vào 2007.